# Charles Pinot Duclos
Charles Pinot Duclos (Dinan, 12 de febrer de 1704 — París, 26 de març de 1772) va ser un escriptor i moralista francès. D'esperit il·lustrat, succeí Voltaire en el càrrec d'historiador oficial. Va ser contribuïdor a l'Encyclopédie i membre de l'Acadèmia Francesa. Va ser escollit alcalde de Dinan.

## Obres
- Considérations sur les moeurs de ce siècle
- Histoire de Louis XI